# Duncan McNaughton
Duncan McNaughton (Canadá, 7 de diciembre de 1910-15 de enero de 1998) fue un atleta canadiense, especialista en la prueba de salto de altura en la que llegó a ser campeón olímpico en 1932.

## Carrera deportiva
En los JJ. OO. de Los Ángeles 1932 ganó la medalla de oro en el salto de altura, saltando por encima de 1.97 metros, por delante del estadounidense Bob Van Osdel y el filipino Simeon Toribio (bronce), ambos también con 1.97 metros pero en más intentos.